# توتنهام هوتسبير موسم 2001–02
كان موسم 2001–02 هو الموسم العاشر لتوتنهام هوتسبير في الدوري الإنجليزي الممتاز والموسم الرابع والعشرين على التوالي في الدرجة الأولى من نظام الدوري الإنجليزي لكرة القدم.